# Elizabeth Ness MacBean Ross
Elizabeth Ness MacBean Ross (Londra (orig. di Tain, Scozia), 14 febbraio 1878 – Kragujevac, 14 febbraio 1915) è stata un medico scozzese, che lavorò in Persia, l'attuale Iran, in mezzo al popolo Bakhtiari. Con una formazione medica e una qualifica post laurea in medicina tropicale, rispose a un appello per i medici da parte del governo serbo nel 1915 e curò le vittime serbe, la maggior parte delle quali erano vittime del tifo. La vita e il lavoro della Ross sono commemorati da una targa nella sua città natale di Tain e il suo anniversario della morte è ricordato da cerimonie che si tengono in Serbia il 14 febbraio.

## Biografia

### Primi anni e famiglia
Elizabeth Ness MacBean Ross nacque a Hampstead, Londra, da genitori scozzesi. Suo padre, Donald Alexander MacBean Ross (1849 – 1893), direttore della filiale londinese della Commercial Bank of Scotland, era originario di Inverness, mentre sua madre, Elizabeth Wilson Ross (nata Ness) era di Tain.
Quando suo padre morì si trasferirono dalla famiglia di sua madre a Tain, dove frequentò la Tain Royal Academy. Continuò a studiare medicina al Queen Margaret College, Glasgow, nel 1896. Questo avvenne circa due anni dopo che Marion Gilchrist, la prima donna a prendere l'abilitazione in medicina presso un'università in Scozia, si era laureata. La Ross si laureò con un MB ChB nel 1901.
Anche Lucy, una delle sorelle di Ross, si laureò in medicina e divenne medico a York. James Ness MacBean Ross, suo fratello, divenne un medico navale e ricevette la Military Cross e un'onorificenza e la Croix de Guerre durante la prima guerra mondiale.

### Inizio carriera

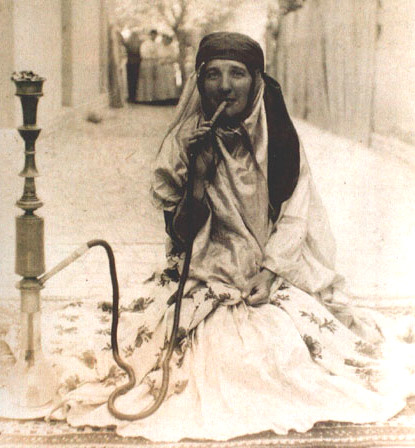
Elizabeth Ross in Bakhtiari costume c. 1909

Dopo la laurea lavorò a Tain e poi come ufficiale medico sull'isola scozzese di Colonsay. Trascorse poi diciotto mesi per far pratica all'East Ham di Londra. Accettò un posto nella Provincia di Esfahan come assistente di un medico armeno nella città di Esfahan prima di mettersi in proprio. Tornata in licenza nel Regno Unito superò l'esame per il conseguimento del Diploma in Medicina Tropicale. Al suo ritorno in Persia, incontrò Samsam al-Saltane (1846-1930), primo ministro della Persia e su suo suggerimento iniziò a lavorare con i Bakhtiari del sud-ovest della Persia.
Adottando i loro costumi e il loro abbigliamento, si integrò a tal punto da essere nominata capo onorario dei Bakhtiari. Ha scritto un libro che descrive la sua esperienza tra loro, A Lady Doctor in Bakhtiari Land, che è stato pubblicato postumo con suo fratello James come editore. In questo, ha fornito "informazioni di prima mano sulla vita, il punto di vista e le mutevoli condizioni tra questi virili, anche se instabili, membri della tribù".
Nel 1913 fece domanda con successo per un lavoro come chirurgo di bordo sulla SS Nigaristan per tornare a casa. Divenne poi chirurgo di bordo sulla Glasgow Line SS Glenlogan, un incarico che la portò in India e in Giappone prima di tornare a Isfahan nel 1914.

### Serbia
Allo scoppio della prima guerra mondiale lesse della necessità di medici in Serbia. La prima fase della campagna austro-ungarica contro la Serbia aveva provocato pesanti perdite all'esercito serbo e un'epidemia di tifo tra i militari e la popolazione civile. L'epidemia raggiunse il suo apice nel marzo 1915 quando si stimava che ne fossero state colpite circa 150.000 persone, di cui circa 30.000 morirono.
Elizabeth Ross arrivò nel gennaio 1915 e si offrì volontaria per lavorare a Kragujevac, la città più colpita dall'epidemia, responsabile di quasi il 10% di tutti i casi in Serbia. Il grande ospedale militare dove lavorava era sovraffollato di vittime del tifo. Le condizioni in cui la Ross lavorava sono state descritte da Louise Fraser, un'infermiera che la vide dal vicino allo Scottish Women's Hospital, scrisse di aver visto "alcune delle peggiori baraccopoli della Gran Bretagna, ma mai nulla che si avvicinasse a questi reparti quanto a sporcizia e squallore."
A quel tempo la trasmissione della malattia trasmessa dai pidocchi non era del tutto compresa, ma lo era la necessità di pulizia, disinfezione e isolamento delle vittime. Questi si rivelarono impossibili da raggiungere nell'ospedale militare in quel momento e il tasso di mortalità per tifo a Kragujevac era particolarmente alto, stimato dal colonnello William Hunter della missione sanitaria militare britannica in Serbia al 40-50%.

### Morte ed eredità

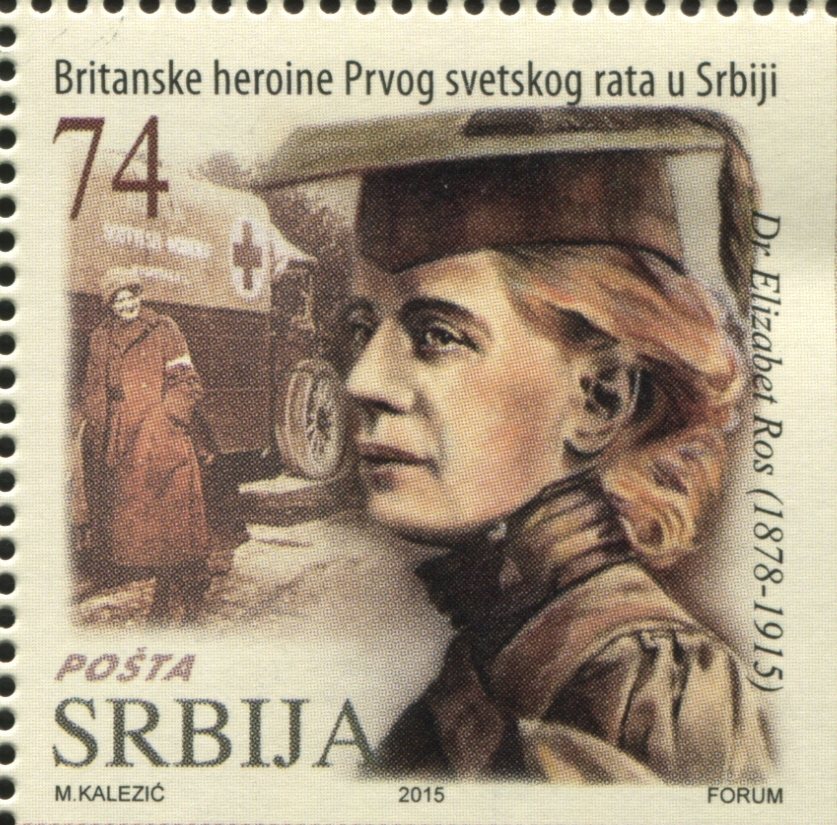
Serbian postage stamp of 2015 depicting Elizabeth Ross

La Ross morì di tifo il giorno del suo 37º compleanno, il 14 febbraio 1915, tre settimane dopo essere arrivata a Kragujevac. È sepolta nel cimitero di Kragujevac, l'iscrizione sulla sua lapide include, in serbo, il testo: "In memoria del dottor E. Ross e di due infermiere che morirono nel 1915 nella nostra città mentre si occupavano dei nostri soldati malati e feriti. Soldati riconoscenti del fronte di Salonicco. Rinnovato nel 1977."
C'è una targa in sua memoria nella chiesa di St Duthac, Tain. che include le parole "Questa tavoletta è stata eretta e dotati di letti d'ospedale in Serbia mediante sottoscrizione pubblica in ricordo della vita nobile e del sacrificio di una la cui casa è stata per molti anni a Tain".
Nel 2015 la Ross è stata una delle sei donne britanniche a comparire su una serie commemorativa di francobolli emessi da Serbia Post.
Il ramo giovanile locale della Croce Rossa a Kragujevac si chiama Dr Elizabeth Ross Society. Alla cerimonia di commemorazione annuale indossano magliette con la fotografia del diploma di Elizabeth Ross. Elizabeth Ross Street a Kragujevac prende il nome da lei. In suo onore è intitolata una via del paese. Il 14 febbraio, data di nascita e morte, si tengono ogni anno cerimonie commemorative a Kragujevac e in altre località della Serbia per commemorare il suo lavoro per il popolo serbo.

## Persone ed istituzioni collegati
- Elsie Inglis Memorial Maternity Hospital
- Scottish Women's Hospitals for Foreign Service
- Eveline Haverfield
- Leila Paget
- Mabel St Clair Stobart
- Josephine Bedford
- Katherine Harley
- Elsie Inglis
- Isabel Emslie Hutton